# Sukaresmi (Sukaresmi)
Sukaresmi is een bestuurslaag in het regentschap Cianjur van de provincie West-Java, Indonesië. Sukaresmi telt 6663 inwoners (volkstelling 2010).